# Élections cantonales françaises de 1867
Des élections cantonales sont organisées en France le 4 août 1867.